# Кочевной
Кочевной — посёлок в Большеглушицком районе Самарской области. Входит в состав сельского поселения Южное.

## История
В 1973 г. Указом Президиума ВС РСФСР поселок отделения №1 совхоза «Южный» переименован в Кочевной.

## Население
| 2010 |
| ---- |
| 92   |